# Blue Panorama Airlines
Blue Panorama Airlines was een Italiaanse luchtvaartmaatschappij met thuisbasis in Rome. De hubs van Blue Panorama Airlines waren Luchthaven Rome Fiumicino en Luchthaven Milaan-Malpensa. Voor de vluchten binnen Italië voerde Blue Panorama Airlines de naam Bluexpress. 

## Geschiedenis
Blue Panorama Airlines werd opgericht in 1998 door de Distal/ITR-groep.

## Vloot
De vloot van Blue Panorama Airlines bestond op 26 juli 2016 uit volgende toestellen:
- 1 Boeing 737-300
- 2 Boeing 737-400
- 2 Boeing 737-800
- 3 Boeing 767-300ER